# Willis (Kansas)
Willis ist eine Stadt im Brown County im US-Bundesstaat Kansas.

## Geschichte
Willis hatte seinen Ursprung als Bahnhof der Missouri Pacific Railroad. 1882 wurde in Willis ein Postamt eröffnet, das bis zu seiner Schließung im Jahr 1960 in Betrieb blieb.

## Geografie
Nach Angaben des United States Census Bureau hat die Stadt eine Gesamtfläche von 0,52 Quadratkilometern, ausschließlich Landfläche.

## Bildung
Willis wird durch den Schulbezirk Hiawatha USD 430 betreut.
Die Willis High School wurde im Zuge einer Schulvereinigung geschlossen. Das Maskottchen der Willis High School war der Pirate.